# Catocala cerogama
Catocala cerogama är en fjärilsart som beskrevs av Achille Guenée 1852. Catocala cerogama ingår i släktet Catocala och familjen nattflyn. Inga underarter finns listade i Catalogue of Life.

## Bildgalleri

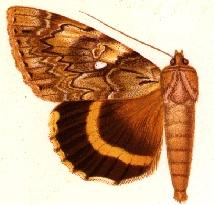
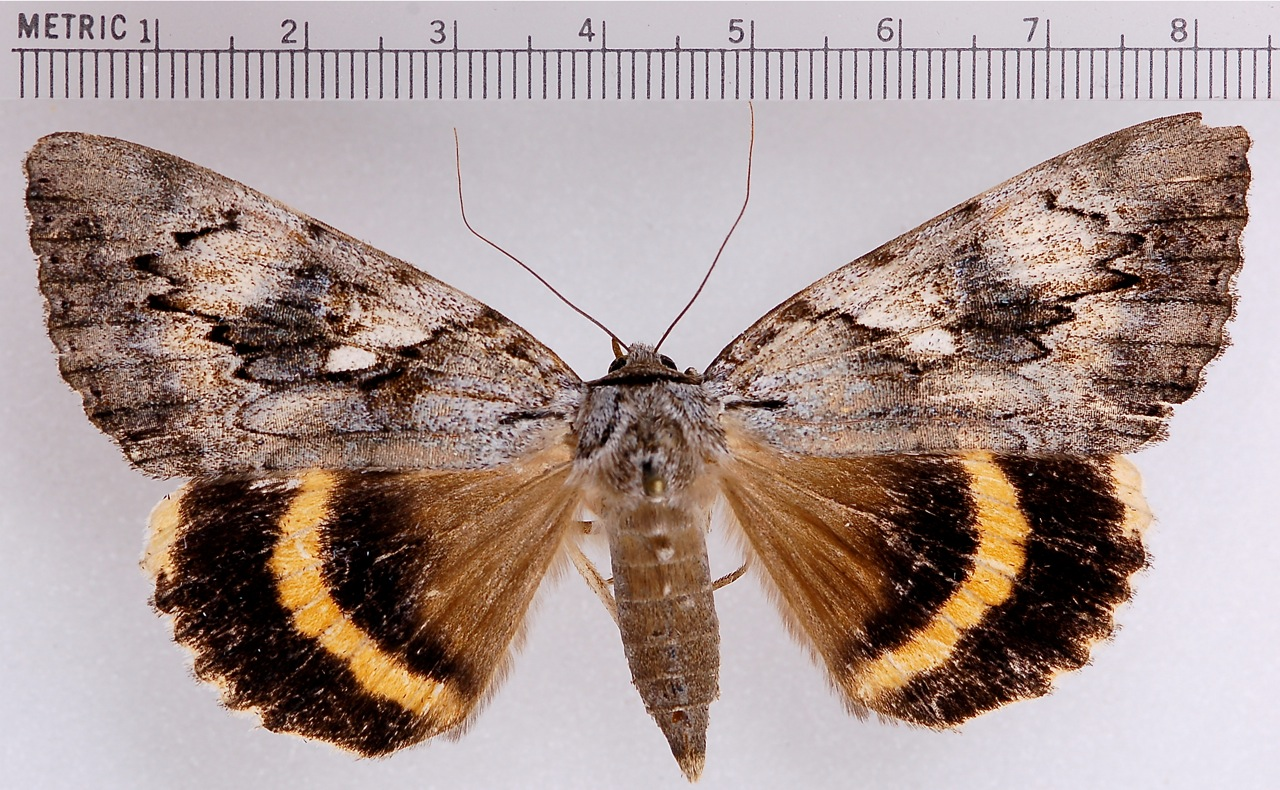
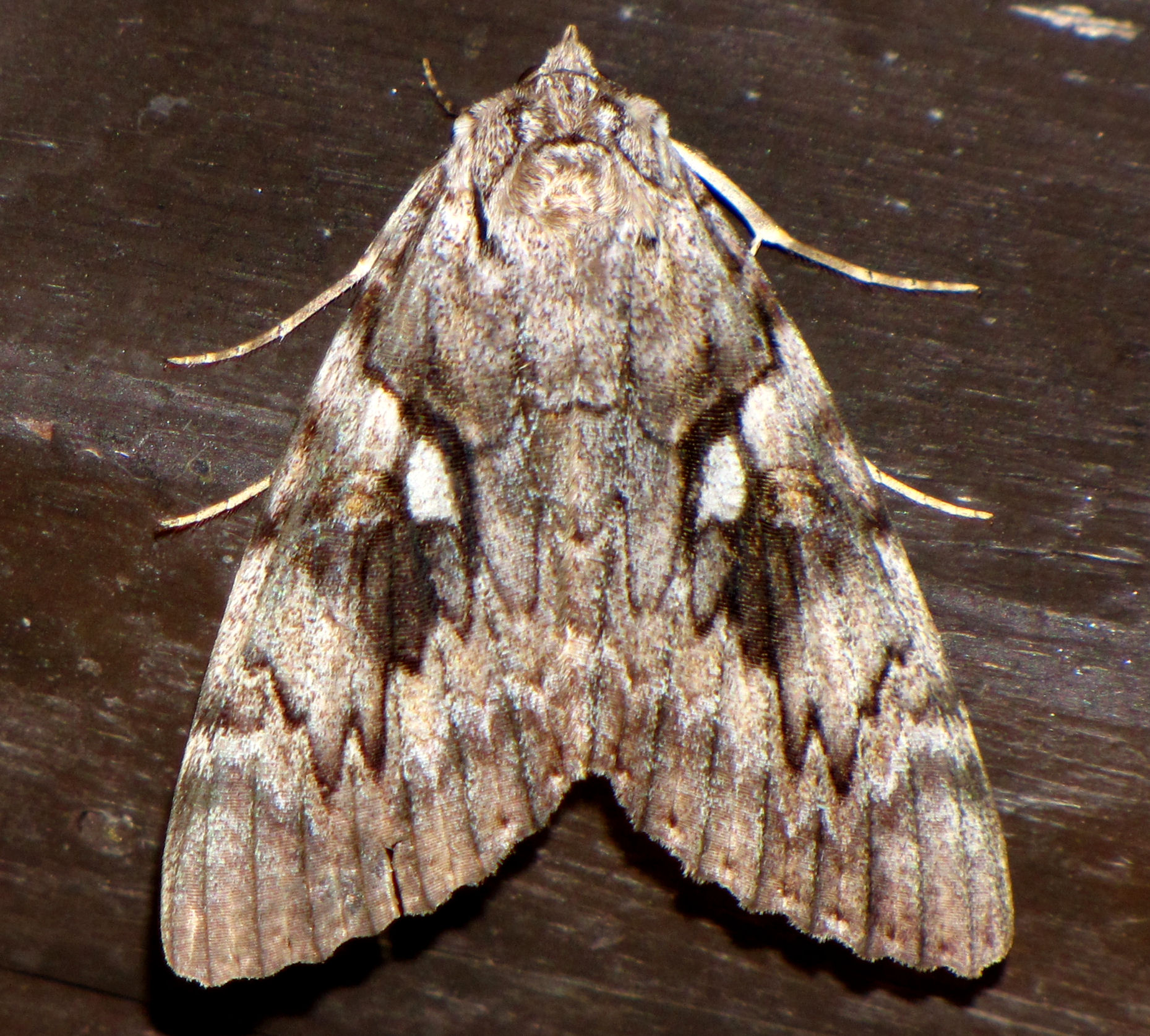